# 何栢良
何栢良，JP，香港臨床微生物及感染學專科醫生，香港大學微生物學系臨床副教授兼感染及傳染病中心總監。他1989年港大醫學院畢業，最初加入伊利沙伯醫院內科。1994年，他決定加入微生物學系。

## 言論
香港政府因應內地爆發不明肺炎，於2020年1月4日啟動應變措施並同步提高至嚴重級別。何栢良表示，按武漢市衞生健康委員會公布的資料顯示，有充分理由分析事件涉及新型病毒，而短時間內確診個案由27宗增加至44宗，認為港府要當作病毒可「人傳人」的情況應付。何栢良認為好大機會在市場內透過野味經一些途徑傳人，而未明的呼吸道新病毒等於未有針對性藥物，建議嚴謹檢疫過境旅客。
他續指，內地有最好的檢測儀器，武漢市內有不同層級的生物保安設施，也有國家級可處理危險病毒的措施。確認病毒要使用兩個高水平的獨立實驗室做檢驗，認為當局如果確認兩個樣本的病毒完全相同，應即時公布。何栢良向政府提出組織交流團到武漢，向醫護人員了解當地病人的臨牀特徵及情況。
他提醒市民提升個人衞生措施，隨身攜帶火酒搓手液、濕紙巾等，並戴口罩防護，出入醫院就必須戴口罩。他提醒，市民要正確戴上口罩，並使用即棄口罩。如市民有到過內地，曾有相對危險的接觸歷史，應如實向醫護人員交代，以免發生快速傳染。他亦呼籲市民，如對網傳的資訊有懷疑，應向衞生署查詢。
2020年12月底，何栢良憂慮疫情可能會V型反彈。 2021年8月底，他希望當局考慮是否只讓接種過疫苗的人進入某公共場所。

### 批評特區政府防疫措施不如2003年對抗沙士
在2020年新型冠狀病毒感染的肺炎疫情正急速擴散，而事發地湖北省武漢市亦剛已經「封城」抗疫之時，香港政府回應卻依然只是「積極檢視」將入境健康申報要求擴展至高鐵西九龍站，而且在沒有正式加強任何監察力度的情況下，宣布由2020年1月24日起一連7日，把港珠澳大橋免費開放予兩地小型貨車使用，有鼓勵兩地往返加劇病毒傳播之嫌。而何栢良亦以鄰近澳門同期加強在口岸量度體溫及禁止發燒者出境之舉，和香港政府的消極抗疫舉動作對比，直斥特區政府的行動連2003年對抗沙士時都不如，指中國大陸的防疫措施已達當年對抗沙士的級別，建議香港政府應該要使用《緊急法》向武漢發黑色外遊警示，和要求所有口岸對旅客嚴格執行出入境健康申報，務求做好把關工作作「防疫」，否則情況失控時就只可以作「抗疫」，即會有「損傷」。

### 要求政府「封關」
就中國內地疫情急速擴散，何支持全線「封內地關」，認為是單一及最有效的措施，待疫情穩定，官員覺醒，有足夠防疫用品給市民使用並落實其他所有措施，才慢慢放寬。

### 反對蒸口罩重用
2020年2019冠状病毒病疫情期間，蔣麗芸於2020年1月29日在個人Facebook專頁貼了一條來自廣州廣播電視台《G4出動》的片段，提議市民可以蒸口罩消毒重用。何栢良反對，他舉例指在2003年沙士爆發期間，就有醫護人員因為重覆使用口罩而受到感染。中大呼吸系統科講座教授許樹昌表示蒸口罩或紫外光消毒的方式並不可行，他強調外科口罩用過數小時後就要棄置，高溫消毒反而會破壞口罩的三層結構。

### 要求食肆全日禁堂食
2020年7月，在何栢良及許樹昌等人建議下，香港政府實施全港食肆全日禁堂食令，造成市民巨大不便，部分基層勞工更要冒雨在街頭無尊嚴地進食，令人質疑措施不可行之餘更可能對公共衛生造成反效果，禁令最終於兩日後撤回。輿論抨擊政策脫離現實，盲目參考外國做法，漠視香港與外國在人均公共空間、人均擁車率、停工率等實際情況上之差異，而造成無處用膳之亂象。7月30日，何栢良在社交網絡上道歉。